# Lissodendoryx grisea
Lissodendoryx grisea är en svampdjursart som först beskrevs av Hansen 1885.  Lissodendoryx grisea ingår i släktet Lissodendoryx och familjen Coelosphaeridae.
Artens utbredningsområde är Norge. Inga underarter finns listade i Catalogue of Life.